# Innuendo (노래)
〈Innuendo〉는 영국의 록 밴드 퀸의 곡이다. 프레디 머큐리와 로저 테일러가 썼지만 퀸에게 이 곡은 같은 이름의 음반의 오프닝 곡이며 음반의 첫 번째 싱글로 발매되었다. 이 싱글곡은 1991년 1월 영국 싱글 차트에서 1위로 직행했다.
6분 30초의 이 곡은 퀸의 서사시곡 중 하나이며 〈Bohemian Rhapsody〉를 35초 초과하며 싱글로 발매된 가장 긴 곡이다. 이 노래는 〈Bohemian Rhapsody〉의 "반영"으로 묘사되었다. 왜냐하면 이 곡은 "프로그레시브 록의 근원을 되새기고 있다." 이 노래는 리드 싱어 프레디 머큐리의 병에서 영감을 받은 가사와 함께 오페라 중편이자 초기 퀸을 기억하는 하드 록 부분인 예스의 기타리스트 스티브 하우와 브라이언 메이가 연주한 플라멩고 기타 부분을 특징으로 한다. 비록 그의 건강에 대한 언론 보도가 격렬하게 거부당했지만, 그는 노래가 발표된 지 10개월 후인 1991년 11월에 그의 목숨을 앗아간 에이즈로 지금 중태에 빠졌다.
영화 스크린에서 《1984》와 유사한 만화영상을 담은 뮤직 비디오와 함께, 소름끼치는 플라스틱 인물의 정지 동작과 소름 끼치는 이미지로, 그것은 밴드의 가장 어둡고 감동적인 작품 중 하나로 묘사되었다. 올뮤직은 이 노래를 "인간의 조화롭게 살 수 없는 능력"을 다룬 "굉장한 서사시"라고 묘사했다.

## 인증
| 국가                       | 인증 | 판매량/출하량 |
| -------------------------- | ---- | ------------- |
| 영국 (BPI)                 | 실버 | 200,000^      |
| ^출하량을 기반으로 한 인증 |      |               |